# جاك فرانتز
جاك فرانتز (بالفرنسية: Jacques Frantz)‏
```
هو 
ممثل
 
فرنسي
، ولد في 4 أبريل 1947 في 
فرنسا
.
```

## أعمال

### أفلام
- (2009) جي. آي. جو: ظهور الكوبرا[6][7]
- (2012) فضل الليل على النهار

## وصلات خارجية
- جاك فرانتز على موقع IMDb (الإنجليزية)
- جاك فرانتز على موقع ألو سيني (الفرنسية)
- جاك فرانتز على موقع ميوزك برينز (الإنجليزية)
- جاك فرانتز على موقع أول موفي (الإنجليزية)
- جاك فرانتز على موقع قاعدة بيانات الأفلام السويدية (السويدية)
- جاك فرانتز على موقع ديسكوغز (الإنجليزية)
- جاك فرانتز على موقع قاعدة بيانات الفيلم (الإنجليزية)
- جاك فرانتز على موقع كينوبويسك (الروسية)